# Calvados (aiguardent)

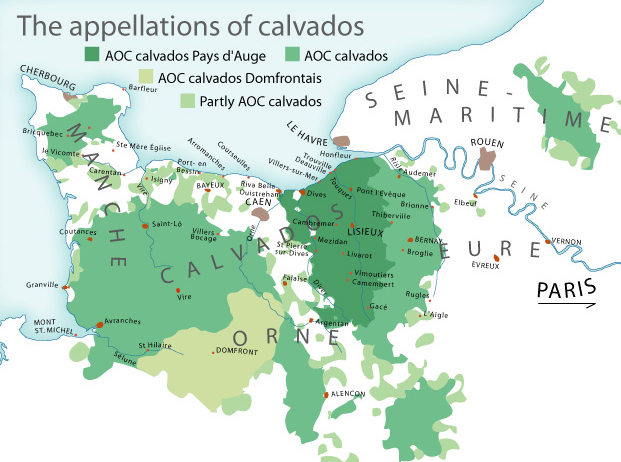
Denominacions d'origen a França.

El calvados és un aiguardent que s'obté per destil·lació de la sidra. És un producte amb Appellation d'origine contrôlée (AOC), produït exclusivament al departament epònim de Calvados a la regió de Normandia (França).
Segons una llegenda el nom provindria d'un vaixell de l'Armada invencible de Felipe II El Salvador o San Salvados que hauria naufragat en costes normandes, tot i que no s'ha trobat cap traça arqueològica ni escrita de tal vaixell. En realitat prové del departament francès al qual és elaborat, el Calvados. Calvados seria més aviat una paraula gal·loromana que designava dues roques calbes, que van servir de punt d'orientació per als navegants. A la Revolució Francesa, la nova administració va triar aquest accident geogràfic com nom del nou departament, per acabar amb els noms feudals de l'antic règim.
Les varietats de Calvados depenen de les pomes que es barregen en la seva destil·lació, especialment una de menuda i rica en tanins. De l'AOC existeixen tres tipus: el Calvados, el Calvados Domfrontanis i el Calvados País d'Auge. En tots tres casos s'obté un aiguardent d'almenys 42 graus d'alcohol, després de sotmetre la sidra a un procés de doble destil·lació, que més tard és envellit en bótes de roure.
Les zones geogràfiques de producció han estat estrictament delimitades per l'Institut Nacional de les Denominacions d'Origen (INAO). Totes les operacions que condueixen a la producció d'aiguardents: collita de la poma, la preparació i la destil·lació de la sidra, s'han de dur a terme dins de cadascuna d'aquestes àrees.

## Història
L'aiguardent avui anomenat Calvados està testimoniat al segle xvi al registre de Gilles de Gouberville, cavaller Cotentin, que esmenta el 28 de març del 1553 la destil·lació de sidra d'un aiguardent. La corporació dels destil·ladors d'aiguardent de la sidra va néixer el 1600. Normandia és famosa per les seves pastures naturals i bosc, que solen estar plantades amb pomeres destinades a produir la sidra. La majoria de les explotacions fins fa poc va presentar la seva pròpia sidra i calvados.
Quan l'epidèmia de la fil·loxera devastà les vinyes de França i d'Europa, a la fi del segle xix, Calvados visqué la seva edat d'or. El Departament de Calvados fou creat a la Revolució Francesa, però la tradició d'aiguardent anomenat Calvados és anterior. El producte va perdre popularitat, de 12,8 milions d'ampolles el 1974 a 6 milions el 2012, tot i conèixer una lleu recuperació des d'aleshores. Se n'exportava poc (13% el 1983) però la tendència es va invertir (57% el 2013). La majoria dels aficionats fora de França es troben a Alemanya i Bèlgica. Com que el consum domèstic va baixar, els gremis van començar treballant els mercats asiàtics, àvids de productes exòtics.

## En les arts
- Un glop de Calvados, novel·la de Maria Lluïsa Amorós Corbella[6]